# Lato to wrażeń moc
Lato to wrażeń moc – specjalny godzinny odcinek serialu animowanego „Fineasz i Ferb”. Premiera odcinka w USA odbyła się 2 sierpnia 2010. W Polsce odbyła się 16 października również w 2010 roku na Disney XD i 15 stycznia 2011 na jego siostrzanym kanale – Disney Channel.

## Opis fabuły
Nadchodzi dzień przesilenia letniego. Rodzice Fineasza i Ferba wyjeżdżają. Chłopcy zaś postanawiają jeszcze bardziej wydłużyć najdłuższy dzień w roku, więc budują samolot. Chcą polecieć na zachód oszczędzając czas. Buford zakłada się z nimi. Jeśli przegrają, nie mogą budować nic przez całe lato lecz jeśli wygrają, odzyskają ukradzione przez niego w dzieciństwie ich rowery.
Tymczasem Fretka wariuje, ponieważ Jeremiasz jest w Paryżu i nie mogą się ze sobą spotykać. Obawia się też, że może ją zdradzić, ponieważ ich związek nie jest jeszcze oficjalny. Szuka więc pomocy u Stefy.
Dundersztyc leci ze swoją córką na wakacje do Tokio, chociaż ta chciała lecieć do Paryża. Zabiera ze sobą również majora Monograma.
W ogródku Flynn-Fletcherów opóźnił się trochę lot z powodu piosenkarki (gościnnie występującej w odcinku), która złamała skrzydło samolotu. Muszą więc zatrzymać się w Tokio i Paryżu, żeby uzupełnić zapasy paliwa. Ponieważ Fretka ma się nimi opiekować, postanawia lecieć z nimi podobnie jak Buford, Izabela i Baljeet.
Pepe Pan Dziobak przemknął się już do swojej tajnej kryjówki. Ponieważ Monogram został porwany przez Dundersztyca, agenta odprawia Carl.
Fineasz i Ferb lądują w Tokio. Tam pozdrawiają rodzinę Stefy i tankują. Szalony naukowiec chce zrzucić wielki balon z wodą z Tokio Tower podczas spotkania Dorocznego Światowego Sympozjum Dobrych Dowódców. Vanessa jest zła na ojca. Nagle zjawia się tam Agent P. Po krótkiej potyczce ze szalonym naukowcem uwalnia majora. Niestety, pilot do zrzucenia balona zostaje uruchomiony przez jego zniszczenie. Zrzuca on córkę doktora z wieży. Na szczęście spada ona na maskę samolotu chłopców. Leci z nimi do Paryża, a Monogram wraz z Pepe pomagają zatroskanemu ojcu dotrzeć tam.
Wynalazek Fineasza i Ferba rozbija się w Himalajach. Mieszka tam wujek Baljeeta, więc wybierają się do niego. Pożyczają wielką gumową kulę, która umożliwi im dalszy lot.
W tym samym czasie Dundersztyc lokalizuje córkę za pomocą GPSa zamontowanego w jej kolczykach. Zostaje katapultowany z wozu O.B.F.S. (Organizacji Bez Fajnego Skrótu), skąd spada na szczyt góry i turlając się zostaje wielką śniegową kulą.
U podnóża góry braciom udało się doczepić gumę do samolotu. Vanessa i Fretka są gonione przez Dunderdztyca. Jego córką zdąża wsiąść do środka, jednak siostra chłopców nie. Samolot został zrzucony przez kulę. Jednak po chwili wyławia się, żeby zabrać Fretkę.
W końcu przyjaciele lądują w Paryżu. Tam Fretka idzie szukać swojego ukochanego, Izabela chce rozkochać w sobie Fineasza, który szuka części do naprawy samolotu. I ona, i siostra chłopców są zawiedzione. Zaś Vanessa ucieka z ojcem po potyczce na ulicy.
Po znalezieniu odpowiednich części bracia mocują je. Niestety, samolot rozbija się na bezludnej wyspie. Jest coraz bliżej zachodu słońca. Fineasz obawia się, że będą musieli tam zostać. Zostaje jednak zmotywowany przez Izabelę, więc postanawia zbudować samolot z ogromnej mapy świata przechowywanej przez Ferba. Fretka boi się trochę ich pomysłu. Udaje im się. Gdy są już w mieście, zostają zatrzymani przez roboty drogowe tuż pod domem Buforda. Postanawia on oddać wszystkim rowery, aby mogli dotrzeć do domu na czas. Plan Buforda wypalił, więc docierają w sam raz na imprezę powitalną. Przyjeżdżają też rodzice myśląc, że to dla nich, jednak są zbyt zmęczeni, żeby w niej uczestniczyć. Zjawia się również Jeremiasz.

## Piosenki
- I believe we can – piosenka śpiewana przez gościnnie występujących artystów – Claya Aikena i Chuckę Khan.
Nota: nie została ona przetłumaczona na język polski, podobnie jak dialogi wypowiadane przez nich.
- Witajcie w Tokio – piosenka japońskich kuzynek Stefy.
- Guma tu, guma tam – piosenka wujka Baljeeta.
- Dziś przeskoczymy świat – piosenka śpiewana przez nieznanego wykonawcę.
- Paryż, miłość i my – piosenka Izabeli.
- Lato to wrażeń moc – piosenka Fineasza i Izabeli. Gościnnie: postacie z serialu.

## Obsada

### Oryginalny dubbing
- Vincent Martella – Fineasz Flynn
- Thomas Sangster – Ferb Fletcher
- Ashley Tisdale – Fretka Flynn
- Dan Povenmire – Doktor Dundersztyc
- Jeff „Swampy” Marsh – Major Monogram
- Dee Bradley Baker – Pepe Pan Dziobak (Agent P)
- Caroline Rhea – Linda Flynn
- Richard O'Brien – Lawrence Fletcher
- Alyson Stoner – Izabela Garcia-Shapiro
- Mitchel Musso – Jeremiasz
- Kelly Hu – Stefa Hirano
- Bobby Gaylor – Buford Van Stomm
- Olivia Olson – Vanessa Dundersztyc
- Maulik Pancholy – Baljeet Rai
- Tyler Alexander Mann – Carl

### Polski dubbing
- Wit Apostolakis-Gluziński – Fineasz Flynn
- Mateusz Narloch – Ferb Fletcher
- Monika Pikuła – Fretka Flynn
- Justyna Bojczuk – Izabela Garcia-Shapiro
- Agnieszka Kunikowska –  Linda Flynn
- Robert Tondera –  Lawrence Fletcher
- Wojciech Paszkowski – Doktor Heinz Dundersztyc
- Anna Sztejner –
  - Stefa Hirano,
  - Japońskie kuzynki Stefy
- Grzegorz Drojewski –  Jeremiasz
- Cezary Kwieciński – Buford
- Anna Apostolakis – Baljeet,
- Dariusz Odija – Major Monogram
- Krzysztof Szczerbiński – Carl
- Beata Wyrąbkiewicz – Vanessa Dundersztyc

i inni.